# Sanjō Ōhashi
El Sanjō Ōhashi (三条大橋 Sanjō Ō-hashi?) es un puente viga situado en Kioto, Japón, cuya construcción se completó en 1950.